# Radhanagari-Wildreservat
Das Radhanagari Wildlife Sanctuary (Marathi राधानगरी अभयारण्य Rādhānagarī Abhayāraṇya) ist ein Wildreservat im indischen Bundesstaat Maharashtra, liegt im District Satara und wurde 1958 gegründet. Es gehört zum Küstengebirge Westghats und ist damit Teil des UNESCO-Weltnaturerbes. Von der International Union for Conservation of Nature and Natural Resources wurde das Gebiet in die Kategorie IV eingestuft. Es ist der älteste Nationalpark von Maharashtra. Im Jahre 1985 wurde das Gebiet um einige Waldflächen wesentlich erweitert. Außer zahlreichen schützenswerten Tier- und Pflanzenarten hat der Nationalpark auch eine religiöse, kulturelle und archäologische Bedeutung. Hier sind rund 50 kleine Tempel zu finden, die aus der Zeit der Shatavahana-Dynastie vor etwa 2000 Jahren stammen.

## Flora

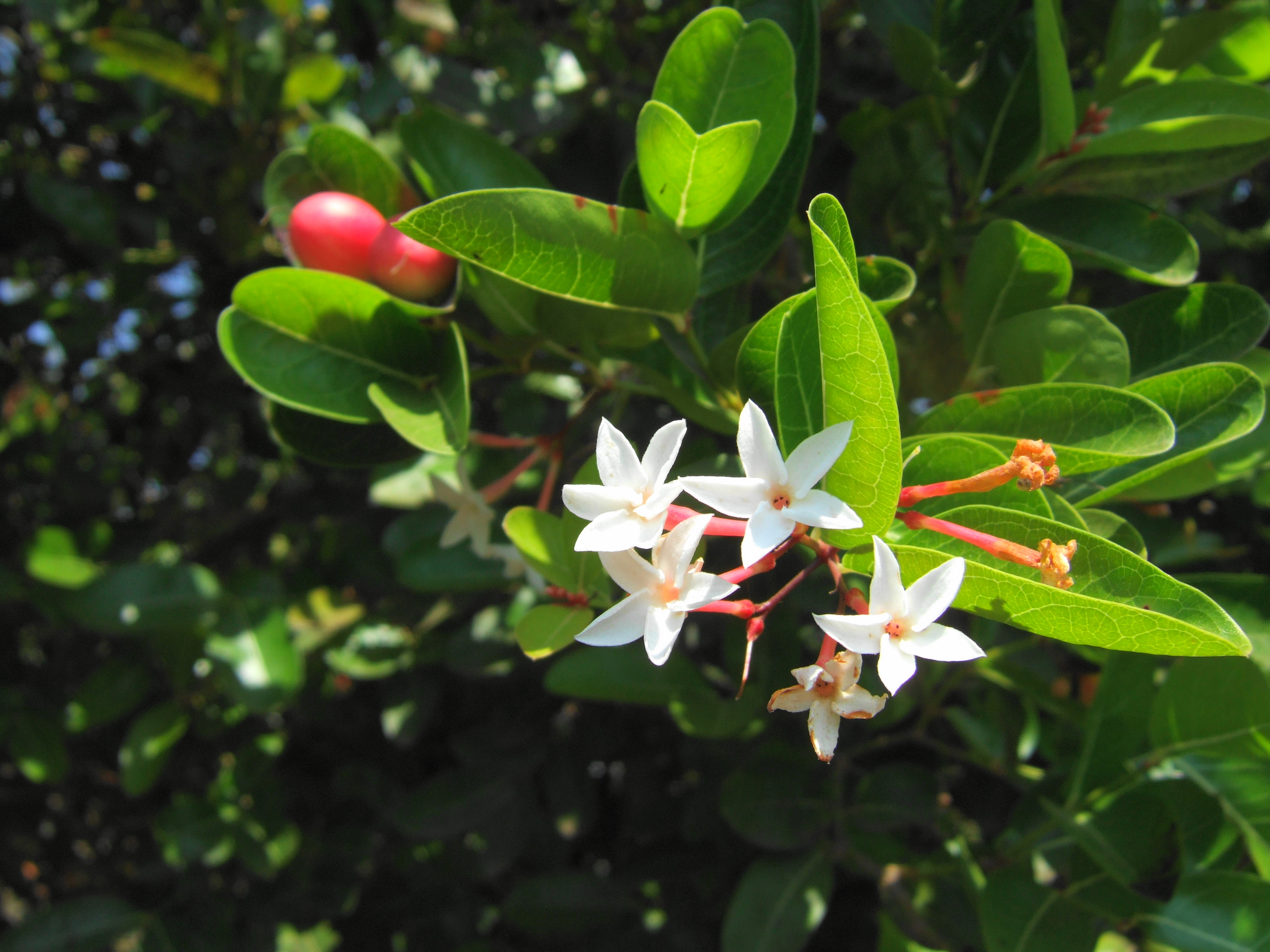
Carissa carandas

Hier findet sich der immergrüne tropische Regenwald, der für den nördlichen Teil der indischen Westküste kennzeichnend ist. Es gibt 425 registrierte Pflanzenarten. Besonders verbreitet sind Kletterpflanzen wie Acacia concinna und Entada rheedii, aber auch Heil- und Gewürzpflanzen wie Carissa carandas oder der Currybaum sind hier zu finden. Bambus ist hier nicht häufig anzutreffen. Auch von den Einheimischen als heilig betrachtete Baumgruppen sind unter Schutz gestellt worden.

## Fauna

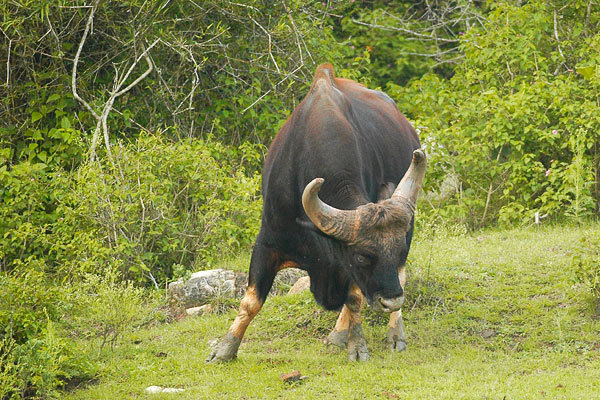
Gaur im indischen Nationalpark

Das Wildreservat beherbergt 47 Säugetierarten, 59 Reptilien, 264 Vogelarten and 66 Schmetterlinge. Die 20 verschiedenen Amphibien können hauptsächlich während der Regenzeit beobachtet werden. Besonders bekannt ist der hier lebende Gaur, der aufgrund der englischen Bezeichnung auch als indischer Bison bezeichnet wird.